# Никобарские языки
Никобарские языки — группа, которую часть лингвистов включает в состав мон-кхмерских языков (например, Дифлот 2005), часть — выделяет как самостоятельную ветвь (Пейрос 2004). Наиболее радикальные лингвисты рассматривают морфологическое сходство между никобарскими и австроазиатскими языками в рамках аустрической гипотезы, не относя никобарские языки ни к мон-кхмерским, ни вообще к австроазиатским.
Носителями являются большинство жителей Никобарских островов (Индия). Общее число носителей составляет около 30 000 (из них для 22 100 языки являются родными). Большинство носителей говорят на языке кар, который иногда именуется «никобарским языком».
По-видимому, никобарские языки генетически не связаны с шомпенскими языками аборигенов внутренней части Большого Никобарского острова.
Монография «A study on the Nicobarese Language» (автор А. Р. Дас) распространяется через представительства Антропологического общества Индии (Anthropological Survey of India) во многих городах Индии.

## Состав никобарских языков
- чаура
- тересса
- бомпока
- южные никобарские языки (диалекты: Condul, Great Nicobar, Little Nicobar, Milo, Sambelong, Tafwap)
- центральные никобарские языки (диалекты: Camorta, Katchal, Nancowry, Trinkut)
- кар